# Maripa
Maripa es una población y a la vez capital del municipio Sucre del Estado Bolívar, en Venezuela, esta población es también capital de una de las 5 parroquias que conforman al municipio Sucre.
La población contiene la sede de la alcaldía de Sucre y su alcalde es el profesor Luis Hernandez durante el período 2021-2025.
El pueblo se ubica al noroeste del municipio y del Estado Bolívar, y al este el río Caura, muy cerca de Aripao, capital de otra parroquia. La población de Maripa es de 19 754 habitantes (censo 2011).
La población de Maripa constituye el principal centro de concentración de las actividades del sector terciario (comercio, servicios) y sector secundario (transformación e industria básica) de la economía municipal.
En contraste, el sector primario (agricultura, ganadería, pesca y recolección) tiene menor presencia en Maripa, pero continúa siendo la principal fuente de recursos económicos para el resto del territorio municipal, especialmente en las zonas rurales y dispersas, donde las comunidades dependen de la explotación directa de los recursos naturales.